# Kostel svatého Víta (Jemnice)
Kostel svatého Víta se nachází ve východní části města Jemnice, je obklopen ulicemi Lípovou, Topolovou, U Víta a U kláštera, je filiálním kostelem římskokatolické farnosti Jemnice. Kostel je gotickou stavbou z lomového kamene, původně sloužil jako konventní chrám františkánského kláštera, z kláštera se dochoval jen vstup do podzemí a podzemní chodby. Kostel je chráněn jako kulturní památka České republiky. U kostela stojí památný strom Kapistránská lípa, do seznamu památných stromů byl zapsán v roce 1976, oplocení pochází z roku 1933, konzervace lípy proběhla v letech 1992 a 1995.
V kostele je oltářní menza, která byla přenesena z někdejší kaple svaté Anny po roce 1785. Již kolem roku 1770 byl interiér upraven na žádost tehdejšího faráře Josefa Šabatky, při téže řadě oprav byl namalován iluzivní hlavní oltář, jehož autorem je Josef Winterhalder mladší. Další fresky v interiéru kostela byly namalovány kolem roku 1898. V době vymalování hlavního oltáře byla vytvořena nová sakristie posunutím příčky pro malbu, a tímto byl zmenšen i samotný presbytář. V kostele je hlavní oltář svatého Víta, na východní stěně je oltář svatého Františka Serafinského, na severní stěně je oltář svaté Anny. Součástí kostela je kaple Panny Marie Bolestné, je to mělká obdélná gotická kaple. V kostele jsou také umístěna varhany z roku 1824, varhany byly rekonstruovány v roce 1993.

## Historie

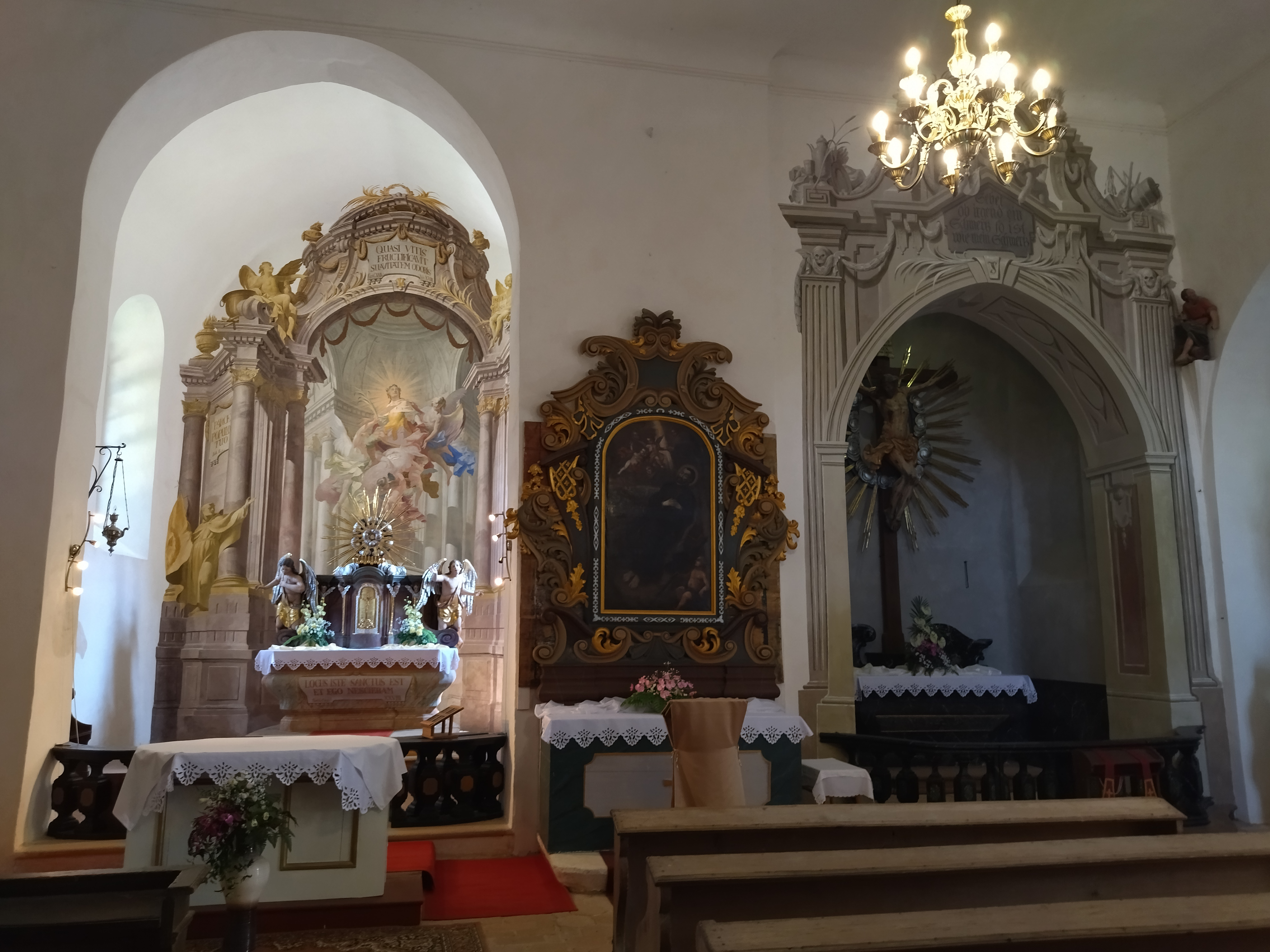
Interiér kostela

Kostel původně patřil pod františkánský klášter, který byl založen v roce 1455 bratry Albrechtem, Hynkem a Štěpánem z Lichtenburka. V říjnu roku 1455 byla kaple svatého Víta předána vikáři. V klášteře pak byl jeden z donátorů kláštera pohřben, v roce 1492 byl v prostorách kláštera pohřben Půta z Lichtenburka. Náhrobní kámen Půty je zazděn v severní stěně kostela. V roce 1468 však bylo město i klášter vypáleno vojsky Matyáše Korvína, kostel tak byl přestavěn v gotickém stylu a rozšířen o kapli Umučení Páně, klášter byl také rozšířen a zvýšen o další patro. V roce 1529 byla Jemnice získána luteránem Jindřichem Meziříčským z Lomnice, ten zakázal kázání v klášterním kostele, v roce 1546 pak obyvatelé města přepadli klášter a vyhnali jeho obyvatele a v roce 1560 se klášter uvádí jako pustý. V roce 1570 pak byl klášter císařem Maxmiliánem předán do péče obyvatelům města s tím, že ti musí o budovy pečovat.
V roce 1673 bylo rozhodnuto o tom, že klášter bude obnoven, již v roce 1671 však v klášteře působili opět františkáni, bohužel však v roce 1675 bylo rozhodnuto, že klášter bude zrušen a klášterní dokumenty a majetek byl převeden do nově vzniklého kláštera v Dačicích.
Jemnice i nadále patřila příslušníkům luteránské církve a kostel svatého Víta tak působil jen pro pár zbylých měšťanů pro občasné katolické mše. Budovy kláštera sloužili jako hospodářské budovy. V první polovině 18. století však poblíž kostela byla postavena kaple svaté Anny, v roce 1785 pak z důvodů nových josefínských reforem byl zrušen jako tzv. polní chrám. Roku 1770 byl do budovy kláštera probourán na jeho jižní straně nový vstup. V tu dobu také byl kostel přestavěn, byla zrušena klenba a vytvořen plochý strop a probourána tři nová okna. V roce 1788 však byl kostel prodán bítovské hraběnce Antonii Daunové, ta kostel nechala opravit a pak jej v roce 1790 darovala městu Jemnice. Blízká kaple svaté Anny však byla později v osmdesátých letech 19. století přestavěna na nemocnici a posléze i na chudobinec či útulek.
V roce 1921 však město chtělo kostel předat do užívání církve československé husitské, ale tamní katolický farář, jež v kostele konal občasné mše, nechtěl klíče vydat, byla proti němu podána žaloba, která v roce 1922 skončila vítězstvím města u Nejvyššího soudu v Brně. V roce 1941 pak byl na severní stěnu zazděn náhrobek Půty z Lichtenburka. Kostel byl v roce 1997 vykraden a poničen. V roce 1993 proběhl archeologický průzkum kostela a jeho okolí a také v roce 2005, kdy v okolí byla budována dešťová kanalizace. V roce 2004 byla opravena střecha kostela. Roku 2011 byly při restaurování objeveny nástěnné malby, které by měly pocházet z doby po roce 1485.